# لینن (ماساچوست)
لینن(به انگلیسی: Lynn) شهری در شهرستان اسکس ایالت ماساچوست می‌باشد که در سال ۱۶۲۹ بنیان‌گذاری شده‌است. این شهر در سرشماری سال ۲۰۱۰ میلادی، ۹۰٬۳۲۹ نفر جمعیت داشته‌است.

## نگارخانه

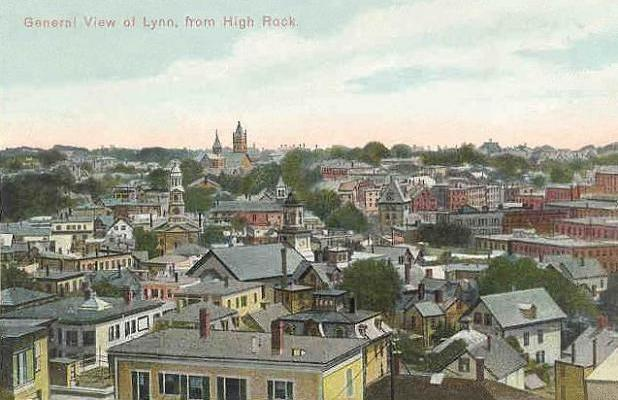
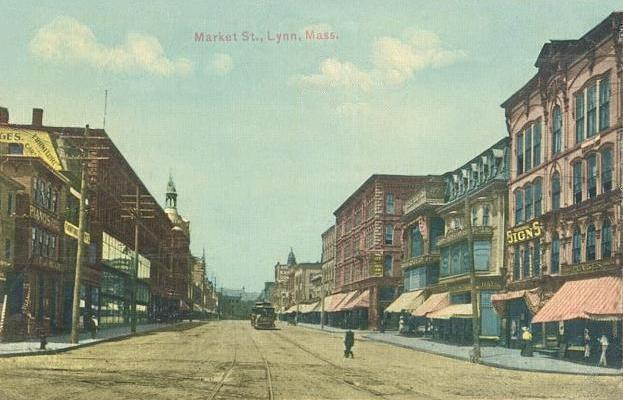
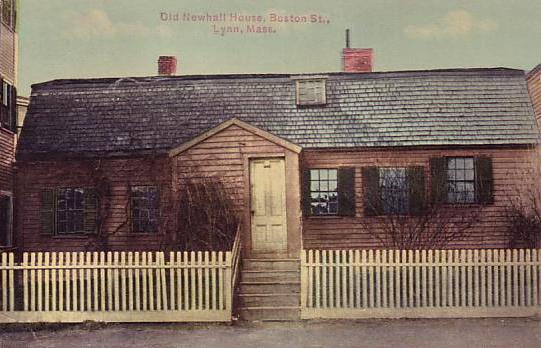
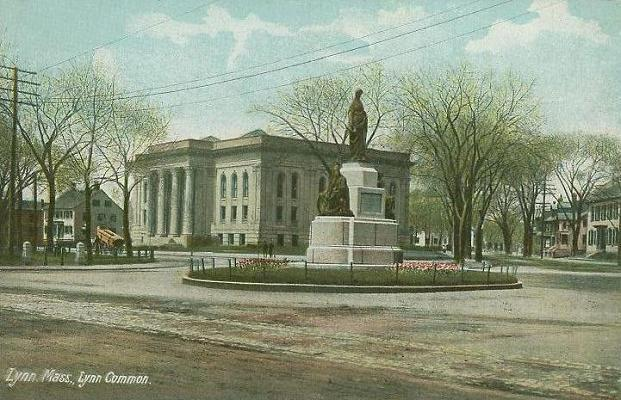
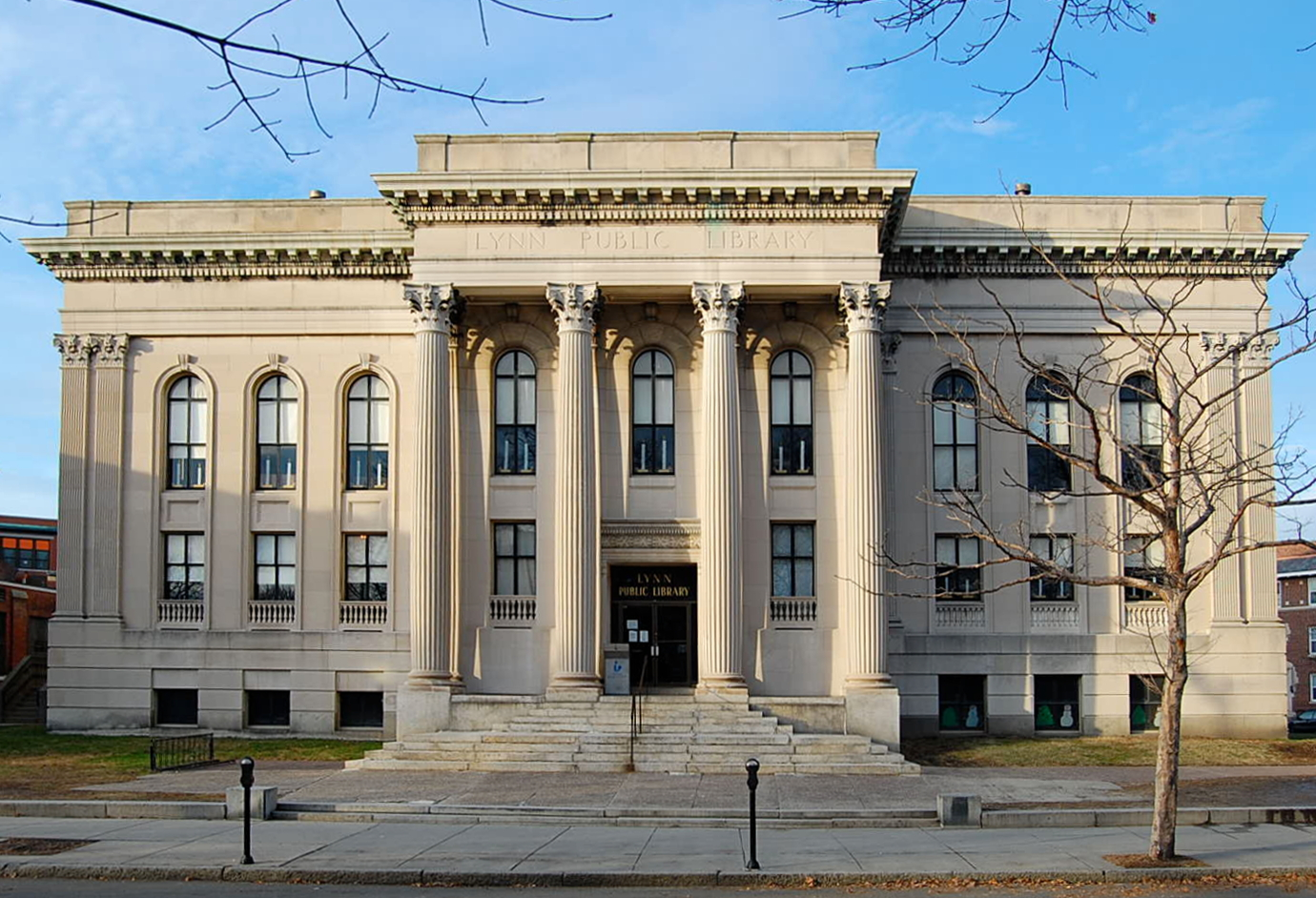
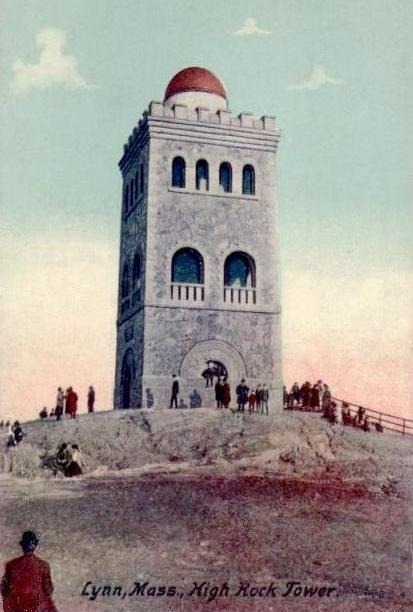
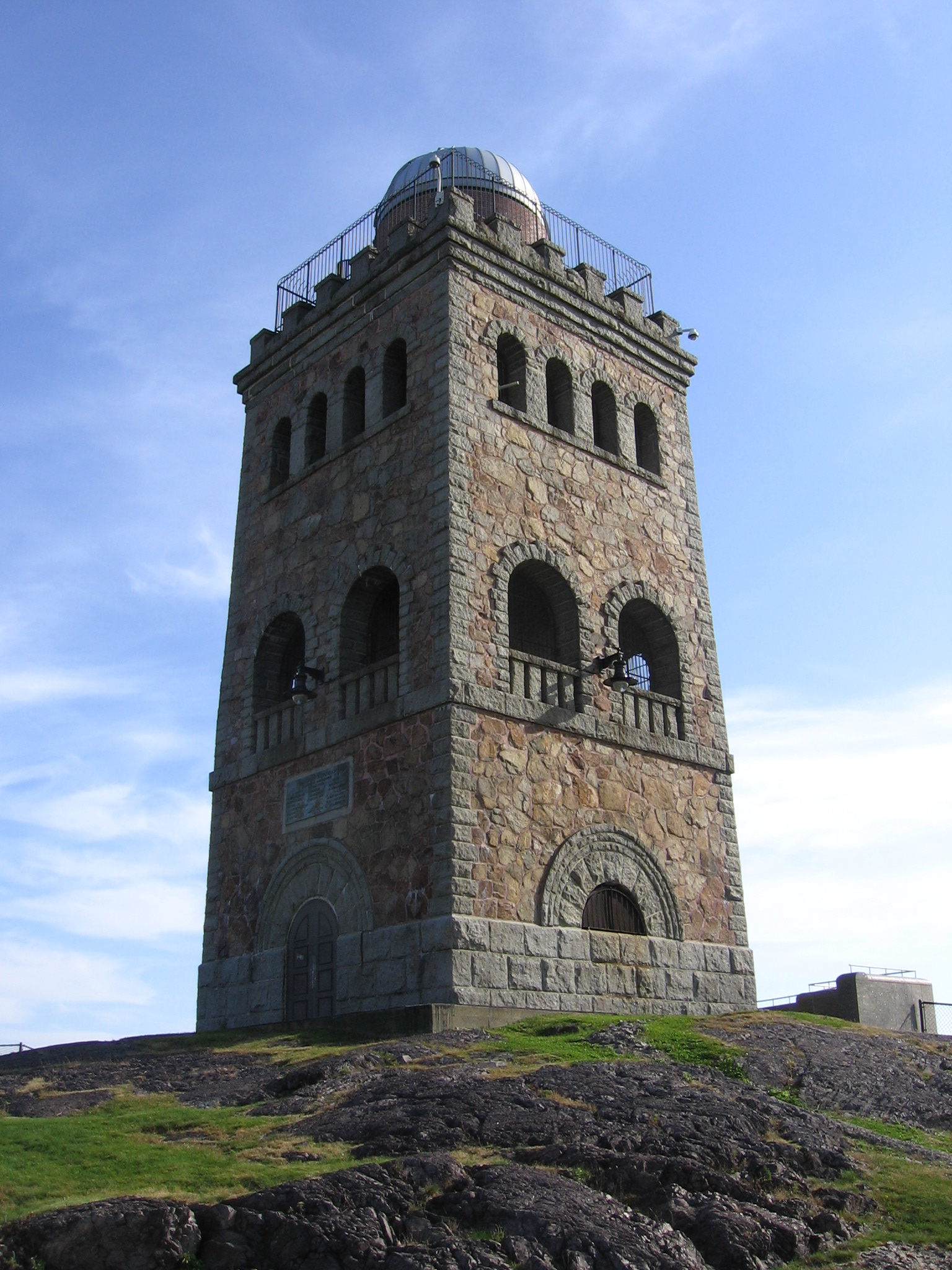